# Orsini (Pferd)
Orsini (* 1954, † 1975) war ein Englisches Vollblutpferd, das auf dem Gestüt Erlenhof der Familie Thyssen von Ticino aus der Oranien gezogen wurde.

## Abstammung
Er stammt in direkter Linie in der 14. Generation von Eclipse ab. Seine Vaterlinie ist die erfolgreichste in der deutschen Vollblutzucht. Landgraf - Ferro - Athanasius - Ticino - Orsini - Marduk stellten in ununterbrochener Folge über 6 Generationen den Sieger im »Deutschen Derby«. Dies ist auch international eine einzigartige Serie.
Mit Neckar und Niederländer gehörte Orsini zu den besten Söhnen seines Vaters Ticino.
Orsinis Mutter Oranien besaß solide Klasse, gewann selbst 3 Rennen und hatte eine Höchsteinschätzung von 80 kg GAG.

## Rennlaufbahn
Orsini startete in 26 Rennen, gewann davon 14 und war 6-mal platziert. Seine Gewinnsumme betrug 535.600 DM. Es war die zweithöchste Summe, die bis dahin ein deutsches Rennpferd jemals gewonnen hatte. Nur der Großvater seiner Mutter, Oleander, war mit 580.950 Mark (keine DM) in der Zeit von 1926 bis 1929 noch erfolgreicher.
Orsini gewann alle bedeutenden Zweijährigen-Rennen des Jahres 1956. Als Sieger im »Henckel-Rennen« (heute »Mehl-Mülhens-Rennen«) und im »Deutschen Derby« war er doppelter klassischer Sieger. Man zweifelte allgemein an seinem Stehvermögen, deswegen wurde er im letzten klassischen Rennen, dem »St. Leger«, nicht aufgeboten und konnte deswegen die »Dreifache Krone« nicht erringen.
Wie sein Vater bewies er Sprint- und Ausdauervermögen, indem er außer Rennen über 2.400 m auch das Rennen um die »Silberne Peitsche« (1.400 m Renndistanz, heute ein sog. »Listenrennen«) gewann. Ähnlich vielseitig und distanzunabhängig war in jüngerer Zeit nur Manduro.
Orsini startete in sieben Ländern, nämlich England, Belgien, Schweden, Norwegen, Frankreich und den Vereinigten Staaten, war platziert im »Prix de Moulin de Longchamp« in Frankreich, gewann das »Grand International d’Ostende«, eines der bedeutenden Rennen Belgiens und war 5. im »Washington DC International«, dem damals wertvollsten Einladungsrennen der Welt. Für die damalige Zeit und unter Berücksichtigung der zur Verfügung stehenden Verkehrsmittel war Orsini ein wahrer Globetrotter.
Seine beste Leistung war der 5. Platz in den »King George VI & Queen Elizabeth Stakes« in Ascot, dem wichtigsten Altersvergleichs-Rennen der englischen Rennsaison und eines der wichtigsten Galopprennen der Welt. Das Rennen war damals mit rund 277.000 DM (23.642 £) für den Sieger dotiert. Zum Vergleich: Das »Deutsche Derby« hatte eine Gesamtdotierung von 100.000 DM. Mit einem Rückstand von 3½ Längen auf den Sieger errang er die bis heute noch beste Platzierung eines deutschen Pferdes in diesem renommierten Rennen. Lester Piggott, die englische Jockey-Legende, war als junger Reiter oftmals der Partner von Orsini und bei einem Interview, das er anlässlich seines Abschieds aus dem Rennsattel in den 1980er Jahren in Deutschland gegeben hat, erklärte er, dass Orsini zu den besten Pferden gehörte, die er jemals in seiner Laufbahn geritten hat.

## Zuchtlaufbahn
Orsini ist Vater von 15 Nachkommen, die in klassischen Rennen siegreich oder platziert waren. Mit Ilix, Elviro, Don Giovanni und Marduk ist er der Vater von 4 Siegern im »Deutschen Derby«. Damit steht er mit seinem Vater Ticino, Hannibal und Dark Ronald an der Spitze der erfolgreichen Vater-Pferde von Derby-Siegern. Außerdem ist er Vater von Mata Hari, der Siegerin in dem »Französischen 1.000 Guineas«. Mata Hari ist Vollschwester des deutschen Derby-Siegers Marduk.
Außerdem ist Orsini noch Vater vieler erfolgreicher Klasse-Pferde wie Cortez, Ipanema, Ovid, Golfstrom und dem in der Halbblutpferdezucht hoch bewährten Vererber Mato Grosso. Im Hengststamm ist die Linie von Landgraf – Orsini inzwischen erloschen, über verschiedene Stutenlinien hat er aber immer noch einen Einfluss auf die deutsche Vollblutzucht.
Er war Sieger im deutschen Championat der Vaterpferde von 1966, 1969, 1971 und 1974.